# 哲默赖
哲默赖，是匈牙利杰尔-莫雄-肖普朗州所辖的一个村。总面积20.49平方公里，总人口1267，人口密度61.8人/平方公里（2011年1月1日）。